# フッテージ デス・スパイラル
『フッテージ デス・スパイラル』（原題：Sinister2）は2015年のアメリカ合衆国・イギリスの超自然的ホラー映画。ジェームズ・ランソン主演、監督はキアラン・フォイ。

## キャスト
（ ）内は日本語吹き替えのキャスト。
- 元副保安官：ジェームズ・ランソン（松本忍[1]）
- コートニー・コリンズ：シャニン・ソサモン（原島梢[1]）
- ディラン・コリンズ：ロバート・ダニエル・スローン（近藤唯[1]）
- ザック・コリンズ：ダルタニアン・スローン（ミルノ純[1]）
- クリント・コリンズ：リー・ココ（金光宣明[1]）
- ストムバーグ博士：タテ・エリントン（中國卓郎）
- マイロ：ルーカス・ジェイド・ズーマン（北西純子）
- テッド：ジェイデン・クライン（相川奈都姫）
- エマ：テイラー・ヘイリー（竹内恵美子）
- ピーター：カーデン・マーシャル・フリッツ（原島梢）
- キャサリン（カレン）：オリヴィア・レイニー（相川奈都姫）
- シャーマー州警察：ハウイー・ジョンソン（あべそういち）
- ブグール：ニック・キング